# Kellemetlen igazság (film)
A Kellemetlen igazság (An Incovenient Truth) egy 2006-os dokumentumfilm, amelyet Davis Guggenheim rendezett. A film Al Gore azonos című könyvén alapul. 
Játékideje 97 perc. 1,5 millió dollárból készült, és 49,8 millió dolláros bevételt hozott. Mára kultikus státuszt ért el a film, több kritikus és a közönség is pozitívan fogadta, több díjat is nyert. 
2006. május 24-én mutatták be az Egyesült Államokban. 2017-ben folytatás is készült.
Al Gore amerikai alelnök feltette életét arra, hogy megvédje a Földet a katasztrófáktól, például extrém időjárás, árvíz, aszály. Gore további célja, hogy eloszlassa a globális felmelegedést övező mítoszokat és téveszméket, és tettekre buzdítsa az embereket. Ugyanis az emberiség felelős lehet a globális felmelegedésért. Al Gore szeretné ismertetni az emberiséggel a borzasztó igazságot, mielőtt még túl késő lenne. A néző továbbá Gore személyes útját is nyomon követheti: ő ugyanis szörnyű tragédiát élt át, vesztett a 2000-es választásokon, és ezért inkább meg szeretné győzni az emberiséget, hogy lehet még cselekedni a globális felmelegedés ellen.
A pozitív kritikák mellett negatív vélemények is születtek, például a kritikusok kifogásolták, hogy Gore mindent eltúloz, illetve hogy csak „rizsa”, megtévesztő hazugság a film, amelyet Al Gore a saját politikai céljaira akar felhasználni, és az emberiséget csak az orránál fogva szeretné vezetni az elméleteivel.
A filmet a Paramount Classics forgalmazta Amerikában.